# Liste der Bodendenkmäler in Baierbach
Auf dieser Seite sind die Bodendenkmäler in der niederbayerischen Gemeinde Baierbach zusammengestellt. Diese Tabelle ist eine Teilliste der Liste der Bodendenkmäler in Bayern. Grundlage ist die Bayerische Denkmalliste, die auf Basis des Bayerischen Denkmalschutzgesetzes vom 1. Oktober 1973 erstmals erstellt wurde und seither durch das Bayerische Landesamt für Denkmalpflege geführt wird. Die folgenden Angaben ersetzen nicht die rechtsverbindliche Auskunft der Denkmalschutzbehörde.

## Bodendenkmäler der Gemeinde Baierbach

### Bodendenkmäler in der Gemarkung Baierbach
| Lage                 | Objekt | Akten-Nr.     | Bild |
| -------------------- | --- | ------------- | ---- |
| Baierbach (Standort) | Verebneter Turmhügel des Mittelalters. | D-2-7539-0019 |      |
| Baierbach (Standort) | Verebnete Grabhügel vorgeschichtlicher Zeitstellung. | D-2-7539-0022 |      |
| Baierbach (Standort) | Untertägige mittelalterliche und frühneuzeitliche Befunde im Bereich der katholischen Pfarrkirche St. Andreas in Baierbach, darunter die Spuren von Vorgängerbauten bzw. älteren Bauphasen.   | D-2-7539-0111 |      |
| Baierbach (Standort) | Untertägige mittelalterliche und frühneuzeitliche Befunde im Bereich der katholischen Kirche zu Unserer Lieben Frau in Baierbach, darunter Spuren von Vorgängerbauten bzw. älteren Bauphasen. | D-2-7539-0112 |      |
| Baierbach (Standort) | Untertägige Befunde im Bereich der abgegangenen frühneuzeitlichen Kirche St. Margaretha in Hof und ihrer Vorgängerbauten.                                                                     | D-2-7539-0113 |      |
| Baierbach (Standort) | Untertägige mittelalterliche und frühneuzeitliche Befunde im Bereich der katholischen Kirche St. Veit in Steinbach und ihrer Vorgängerbauten.                                                 | D-2-7539-0114 |      |
| Baierbach (Standort) | Untertägige Befunde im Bereich der abgegangenen frühneuzeitlichen Kirche St. Theobald bei Theobald und ihrer Vorgängerbauten.                                                                 | D-2-7539-0115 |      |
| Baierbach (Standort) | Siedlung vor- und frühgeschichtlicher Zeitstellung. | D-2-7539-0186 |      |